# 78. ročník udílení Filmových cen Britské akademie
78. ročník udílení Filmových cen Britské akademie se konal v Royal Festival Hall v Londýně 16. února 2025. Ceremoniál moderoval David Tennant. Ocenění byla předána nejlepším filmům a dokumentům britským i mezinárodním, které se promítaly v britských kinech v roce 2024. Tzv. dlouhé seznamy nominací (longlists) byly oznámeny 3. ledna 2025, 15. ledna byl zveřejněn výsledný seznam nominací. Nejvíce jich získaly filmy Konkláve (12), Emilia Pérez (11) a Brutalista (9). Nejvíce cen si odnesly filmy Brutalista a Konkláve, oba po čtyřech cenách.

## Vítězové a nominovaní

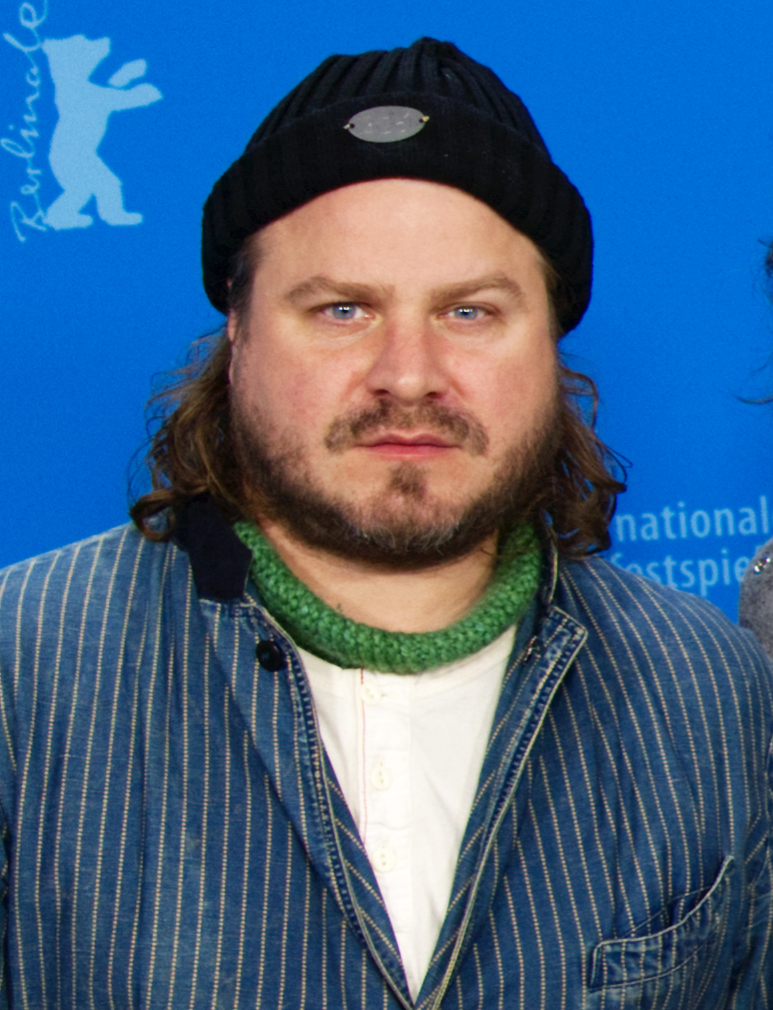
Brady Corbet, vítěz v kategorii nejlepší režie

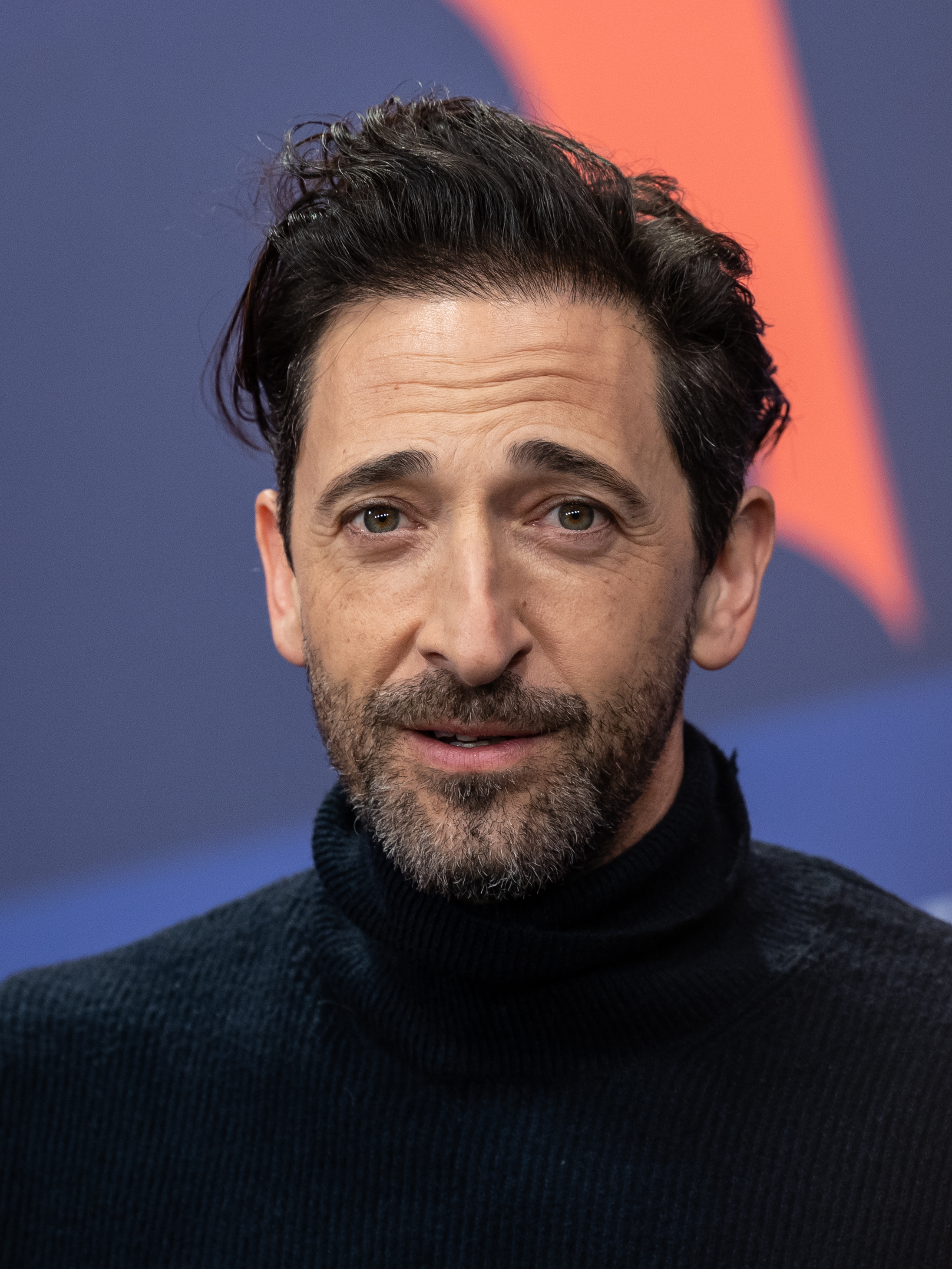
Adrien Brody, vítěz v kategorii nejlepší mužský herecký výkon v hlavní roli

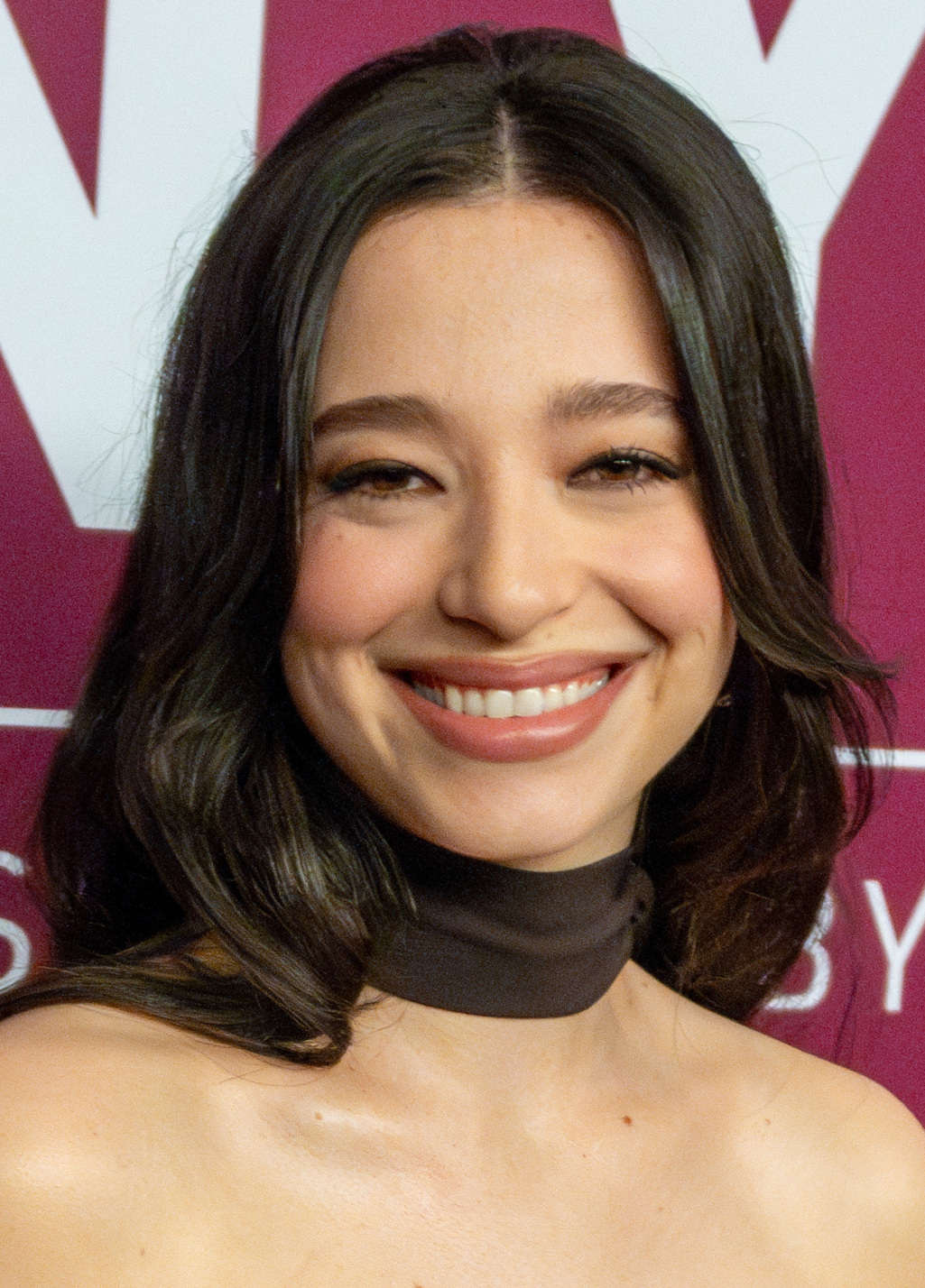
Mikey Madison, vítězka v kategorii nejlepší ženský herecký výkon v hlavní roli

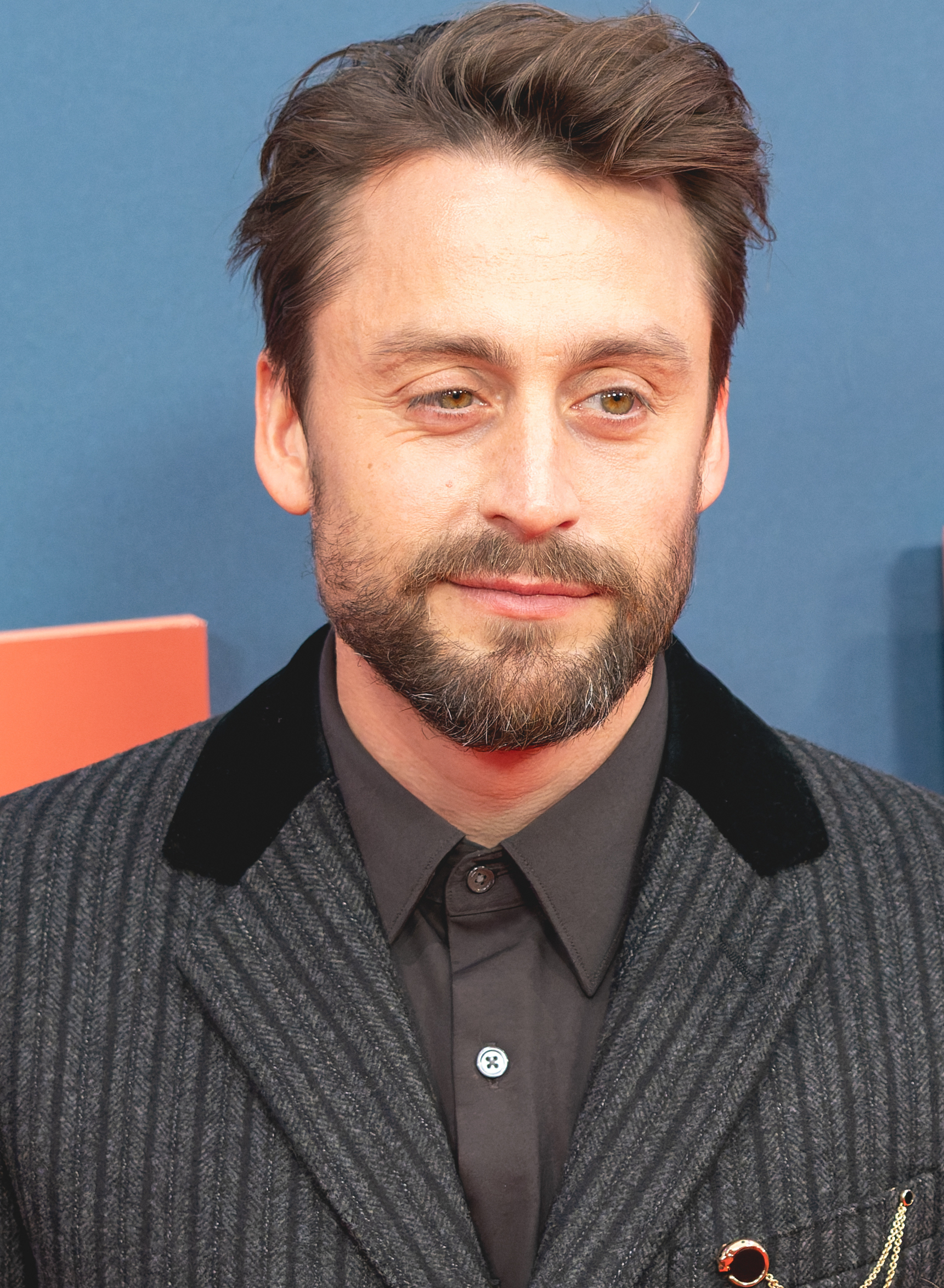
Kieran Culkin, vítěz v kategorii nejlepší mužský herecký výkon ve vedlejší roli

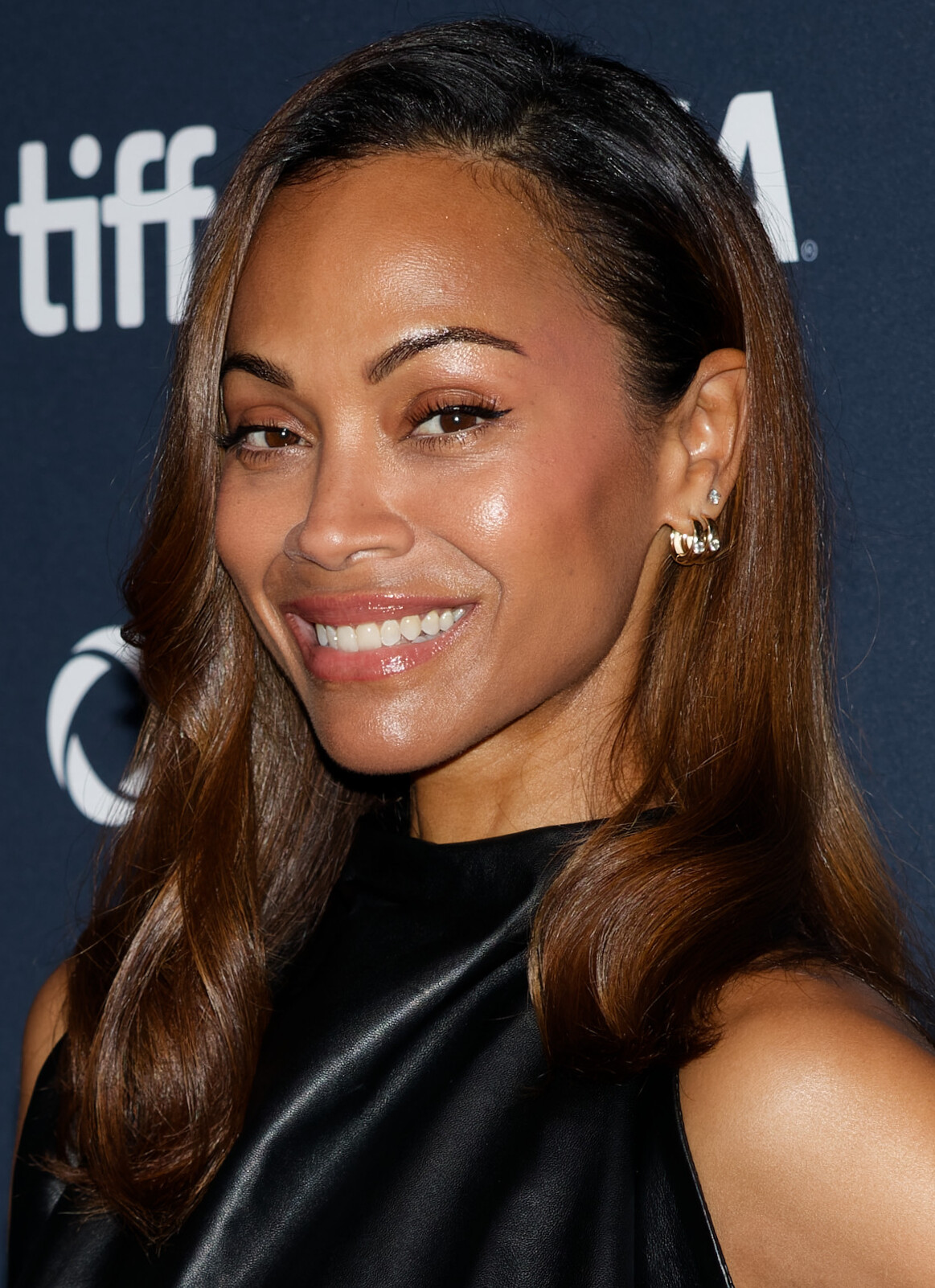
Zoe Saldaña, vítězka v kategorii nejlepší ženský herecký výkon ve vedlejší roli

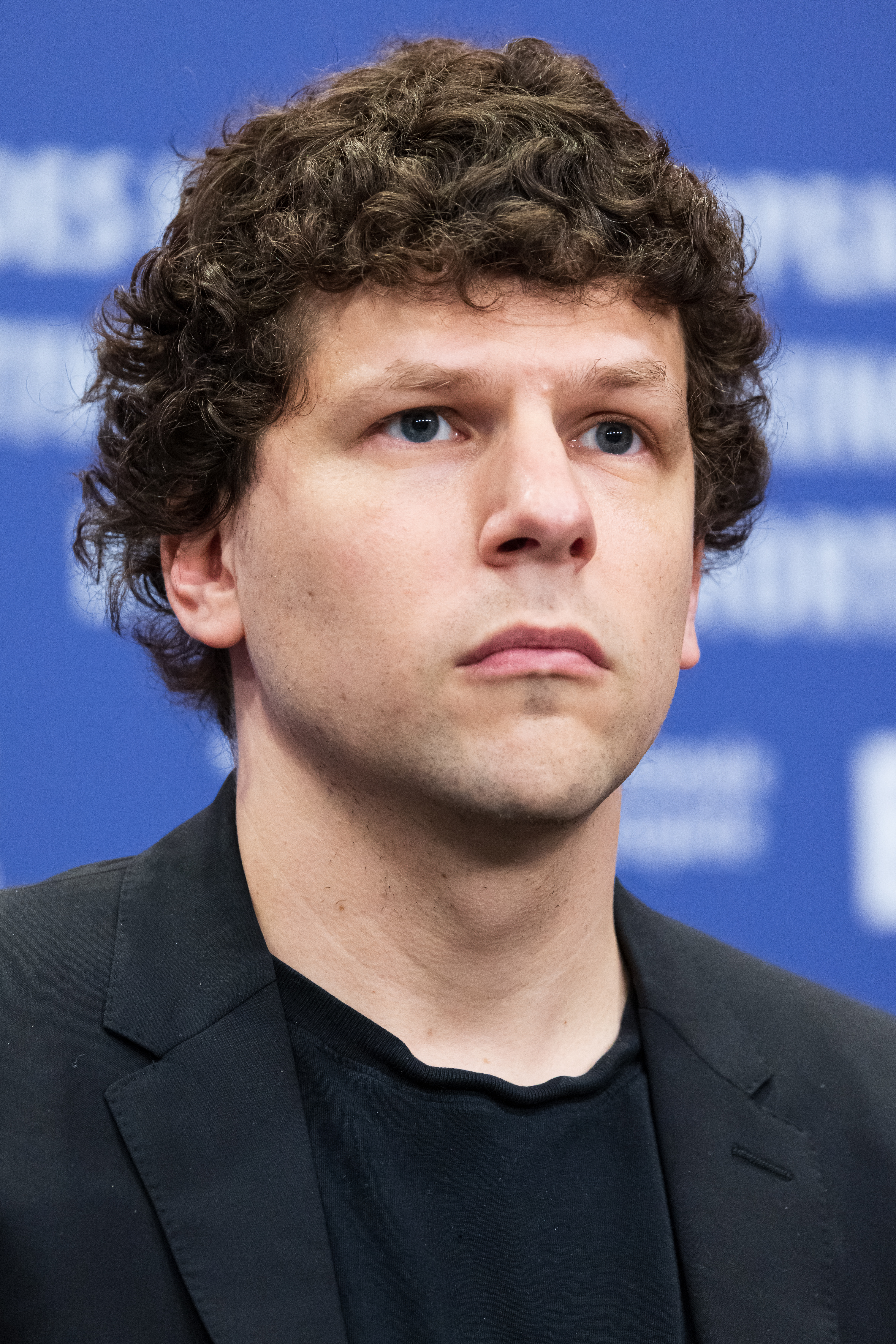
Jesse Eisenberg, vítěz v kategorii nejlepší původní scénář

Vítěz je vždy uveden jako první a tučným písmem.
| Nejlepší film | Nejlepší režisér |
| --- | --- |
| Konkláve – Tessa Ross, Juliette Howell a Michael A. Jackman - Anora – Alex Coco, Samantha Quan a Sean Baker - Brutalista – Nick Gordon, Brian Young, Andrew Morrison, D.J. Gugenheim a Brady Corbet - Bob Dylan: Úplně neznámý – Alex Heineman, Fred Berger a James Mangold - Emilia Pérez – Pascal Caucheteux a Jacques Audiard | Brady Corbet – Brutalista - Jacques Audiard – Emilia Pérez - Sean Baker – Anora - Edward Berger – Konkláve - Coralie Fargeat – Substance - Denis Villeneuve – Duna: Část druhá |
| Nejlepší herec v hlavní roli | Nejlepší herečka v hlavní roli |
| Adrien Brody – Brutalista jako László Tóth - Timothée Chalamet – Bob Dylan: Úplně neznámý jako Bob Dylan - Colman Domingo – Sing Sing jako John „Divine G“ Whitfield - Ralph Fiennes – Konkláve jako kardinál Thomas Lawrence - Hugh Grant – Heretik jako pan Reed - Sebastian Stan – The Apprentice: Příběh Trumpa jako Donald Trump | Mikey Madison – Anora jako Anora - Cynthia Erivo – Čarodějka jako Elphaba Thropp - Karla Sofía Gascón – Emilia Pérez jako Emilia Pérez / Juan „Manitas“ Del Monte - Marianne Jean-Baptiste – Drsné pravdy jako Pansy Deacon - Demi Moore – Substance jako Elisabeth Sparkle - Saoirse Ronanová – Na samotě jako Rona |
| Nejlepší herec ve vedlejší roli | Nejlepší herečka ve vedlejší roli |
| Kieran Culkin – Opravdová bolest jako Benji Kaplan - Jurij Borisov – Anora jako Igor - Clarence Maclin – Sing Sing jako Clarence „Divine Eye“ Maclin - Edward Norton – Bob Dylan: Úplně neznámý jako Pete Seeger - Guy Pearce – Brutalista jako Harrison Lee Van Buren St. - Jeremy Strong – The Apprentice: Příběh Trumpa jako Roy Cohn | Zoe Saldaña – Emilia Pérez jako Rita Mora Castro - Jamie Lee Curtis – The Last Showgirl jako Annette - Selena Gomezová – Emilia Pérez jako Jessi Del Monte - Ariana Grande – Čarodějka jako Galinda „Glinda“ Upland - Felicity Jones – Brutalista jako Erzsébet Tóth - Isabella Rosselliniová – Konkláve jako sestra Agnes |
| Nejlepší původní scénář | Nejlepší adaptovaný scénář |
| Jesse Eisenberg – Opravdová bolest - Sean Baker – Anora - Brady Corbet a Mona Fastvold – Brutalista - Coralie Fargeat – Substance - Rich Peppiatt a Kneecap – Kneecap | Peter Straughan – Konkláve - Jacques Audiard – Emilia Pérez - RaMell Ross a Joslyn Barnes – Nickel Boys - Clint Bentley, Greg Kwedar, Clarence Maclin a John „Divine G“ Whitfield – Sing Sing - James Mangold a Jay Cocks – Bob Dylan: Úplně neznámý |
| Nejlepší animovaný film | Nejlepší dokument |
| Wallace a Gromit: Pomstu poznáš po peří – Nick Park, Merlin Crossingham a Richard Beek - Kočičí odysea – Gints Zilbalodis a Matīss Kaza - V hlavě 2 – Kelsey Mann a Mark Nielsen - Rozzum v divočině – Chris Sanders a Jeff Hermann | Super/Man: Christopher Reeve a jeho příběh — Ian Bonhôte, Peter Ettedgui, Lizzie Gillett a Robert Ford - Deník z černé skříňky – Shiori Itō, Eric Nyari, a Hanna Aqvilin - Dcery – Natalie Rae, Angela Patton, Lisa Mazzotta, Justin Benoliel, James Cunningham, Sam Bisbee, Kathryn Everett a Laura Choi Raycroft - Žádná jiná země – Júval Abraham, Basel Adra, Hamdan Ballal a Rachel Szor - Will a Harper – Josh Greenbaum, Rafael Marmor, Christopher Leggett, Will Ferrell a Jessica Elbaum |
| Nejlepší cizojazyčný film | Nejlepší casting |
| Emilia Pérez – Jacques Audiard a Pascal Caucheteux - Záblesky naděje – Payal Kapadia a Thomas Hakim - Navždy s vámi – Walter Salles, Maria Carlota Bruno a Rodrigo Teixeira - Kneecap – Rich Peppiatt, Trevor Birney a Jack Tarling - Semínko posvátného fíkovníku – Mohammad Rasúlof a Amin Sadraei | Anora – Sean Baker a Samantha Quan - The Apprentice: Příběh Trumpa – Stephanie Gorin a Carmen Cuba - Bob Dylan: Úplně neznámý – Yesi Ramirez - Konkláve – Nina Gold a Martin Ware - Kneecap – Carla Stronge |
| Nejlepší kamera | Nejlepší kostýmy |
| Brutalista – Lol Crawley - Konkláve – Stéphane Fontaine - Duna: Část druhá – Greig Fraser - Emilia Pérez – Paul Guilhaume - Nosferatu – Jarin Blaschke | Čarodějka – Paul Tazewell - Blitz – Jacqueline Durran - Bob Dylan: Úplně neznámý – Arianne Phillips - Konkláve – Lisy Christl - Nosferatu – Linda Muir |
| Nejlepší střih | Nejlepší masky a účesy |
| Konkláve – Nick Emerson - Anora – Sean Baker - Duna: Část druhá – Joe Walker - Emilia Pérez – Juliette Welfling - Kneecap – Julian Ulrichs a Chris Gill | Substance – Pierre-Olivier Persin, Stéphanie Guillon, Frédérique Arguello a Marilyne Scarselli - Duna: Část druhá – Love Larson a Eva von Bahr - Emilia Pérez – Julia Floch Carbonel, Emmanuel Janvier, Jean-Christophe Spadaccini a Romain Marietti - Nosferatu – David White, Traci Loader a Suzanne Stokes-Munton - Čarodějka – Frances Hannon, Laura Blount, Sarah Nuth a Johanna Nielsen |
| Nejlepší filmová hudba | Nejlepší výprava |
| Brutalista – Daniel Blumberg - Konkláve – Volker Bertelmann - Emilia Pérez – Camille a Clément Ducol - Nosferatu – Robin Carolan - Rozzum v divočině – Kris Bowers | Čarodějka – Nathan Crowley a Lee Sandales - Brutalista – Judy Becker a Patricia Cuccia - Konkláve – Suzie Davies a Cynthia Sleiter - Duna: Část druhá – Patrice Vermette a Shane Vieau - Nosferatu – Craig Lathrop a Beatrice Brentnerová |
| Nejlepší zvuk | Nejlepší vizuální efekty |
| Duna: Část druhá – Ron Bartlett, Stephen James, Gerd Nefzer a Rhys Salcombe - Blitz – John Casali, Paul Cotterell a James Harrison - Gladiátor II – Stéphane Bucher, Matthew Collinge, Paul Massey a Danny Sheehan - Substance – Valérie Deloof, Victor Fleurant, Victor Praud, Stéphane Thiébaut a Emmanuelle Villard - Čarodějka – Robin Baynton, Simon Hayes, John Marquis, Andy Nelson a Nancy Nugent Title | Duna: Část druhá – Paul Lambert, Stephen James, Gerd Nefzer a Rhys Salcombe - Better Man – Luke Millar, David Clayton, Keith Herft a Peter Stubbs - Gladiátor II – Mark Bakowski, Neil Corbould, Nikki Penny a Pietro Ponti - Království Planeta opic – Erik Winquist, Rodney Burke, Paul Story a Stephen Unterfranz - Čarodějka – Pablo Helman, Paul Corbould, Jonathan Fawkner a Anthony Smith                                                                                                  |
| Nejlepší britský film | Nejlepší režijní, scenáristický nebo produkční debut |
| Konkláve – Edward Berger, Tessa Ross, Juliette Howell, Michael A. Jackman a Peter Straughan - Ptáče – Andrea Arnold, Tessa Ross, Juliette Howell a Lee Groombridge - Blitz – Steve McQueen, Tim Bevan, Eric Fellner a Anita Overland - Gladiátor II – Ridley Scott, Douglas Wick, Lucy Fisher, Michael Pruss, David Scarpa a Peter Craig - Drsné pravdy – Mike Leigh a Georgina Lowe - Kneecap – Rich Peppiatt, Trevor Birney, Jack Tarling, Naoise Ó Cairealláin, Liam Óg Ó Hannaidh a J.J. Ó Dochartaigh - Lee: Fotografka v první linii – Ellen Kuras, Kate Solomon, Kate Winslet, Liz Hannah, Marion Hume, John Collee a Lem Dobbs - Zatracená krvavá láska – Rose Glass, Andrea Cornwell, Oliver Kassman a Weronika Tofilska - Na samotě – Nora Fingscheidt, Sarah Brocklehurst, Dominic Norris, Jack Lowden, Saoirse Ronanová a Amy Liptrot - Wallace a Gromit: Pomstu poznáš po peří – Nick Park, Merlin Crossingham, Richard Beek a Mark Burton | Kneecap – Rich Peppiatt, scénář a režie - Hromadění – Luna Carmoon, scénář a režie - Opičí muž – Dev Patel, režie - Santoš – Sandhya Suri, scénář a režie, James Bowsher a Balthazar de Ganay, produkce - Sister Midnight – Karan Kandhari, scénář a režie |
| Nejlepší britský krátký animovaný film | Nejlepší britský krátký film |
| Cesta k zániku – Nina Gantz, Stienette Bosklopper - Adiós – José Prats, Natalia Kyriacou a Bernardo Angeletti - Mog's Christmas – Robin Shaw, Joanna Harrison, Camilla Deakin a Ruth Fielding | Rock, Paper, Scissors – Franz Böhm, Ivan a Hayder Rothschild Hoozeer - The Flowers Stand Silently, Witnessing – Theo Panagopoulos a Marissa Keating - Marion – Joe Weiland, Finn Constantine a Marija Djikic - Milk – Miranda Stern a Ashionye Ogene - Stomach Bug – Matty Crawford a Karima Sammout-Kanellopoulou |
| Nejlepší dětský a rodinný film | Nejlepší vycházející hvězda |
| Wallace a Gromit: Pomstu poznáš po peří – Nick Park, Merlin Crossingham a Richard Beek - Kočičí odysea – Gints Zilbalodis a Matīss Kaza - Kensukeho království – Kirk Hendry, Neil Boyle a Camilla Deakin - Rozzum v divočině – Chris Sanders a Jeff Hermann | David Jonsson - Marisa Abela - Jharrel Jerome - Mikey Madison - Nabhaan Rizwan |